# Marcionismo

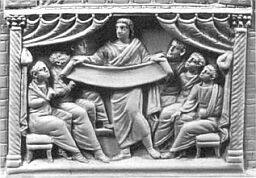
Marcione mostra il suo canone biblico, chiamato Vangelo del Signore.

Il marcionismo fu un movimento cristiano dualista del II secolo che prende il nome da Marcione di Sinope, certamente il personaggio più rilevante di quella Chiesa. Si hanno notizie dei seguaci di Marcione, diffusi soprattutto in Medio Oriente, fino al V secolo. Le idee di Marcione influenzarono sia Mani che i pauliciani e quindi anche i manichei medievali.
Il marcionismo venne condannato dai suoi numerosi oppositori come eresia, e combattuto tramite opere apologetiche, la più celebre delle quali è l'Adversus Marcionem di Tertulliano, un trattato di cinque volumi scritto nel 208 circa. Gli scritti di Marcione e dei suoi seguaci sono andati perduti, sebbene alla sua epoca fossero popolari e probabilmente ne siano esistiti diversi manoscritti.
Sebbene il marcionismo venga molto spesso classificato come una dottrina gnostica, in realtà era un movimento a sé stante, lontano da tutte le altre correnti cristiane dei primi secoli, e come tale non può essere ricollegato a nessun'altra tradizione.

## La dottrina marcionita
Il canone biblico marcionita era composto da undici libri, tra cui il Vangelo di Marcione (una versione ridotta del Vangelo di Luca) e dieci lettere di Paolo; gli altri vangeli e le epistole rimanenti non erano inserite in questo canone biblico perché non erano ancora presenti. Il marcionismo si caratterizza per vari aspetti teologici ed esegetici che lo hanno reso un movimento unico nel suo genere. Le idee di Marcione sono state spiegate da lui stesso nell'Antitesi, un'opera teologica considerata perduta.
La premessa necessaria per comprendere il marcionismo è il fatto che per Marcione gli insegnamenti di Cristo sono incompatibili con le azioni del Dio dell'Antico Testamento. Marcione, concentrandosi soprattutto sulle lettere paoline, percepiva che tutte le altre concezioni del Vangelo e qualunque associazione all'ebraismo fossero fallimentari e lontane dalla verità del cristianesimo. In seguito Marcione considerò i discorsi di Paolo su legge e Vangelo, rabbia e grazia, opere e fede, carne e spirito, peccato e giustizia, morte e vita come l'essenza della verità religiosa. Egli attribuiva questi aspetti e caratteristiche a due principi: un primo Dio giustiziere e iracondo dell'Antico Testamento, che è allo stesso tempo il creatore dell'universo, mentre il secondo Dio del Vangelo, sconosciuto prima dell'arrivo di Gesù, è solo amore e pietà.
Marcione rifiutava completamente la tradizione ebraica e l'Antico Testamento, interpretandolo alla lettera e identificando nel Dio d'Israele una divinità malvagia e progenitrice del male, che si limita ad applicare punizioni severe per ogni mancanza da parte dell'uomo, che ha creato pieno di difetti e capace di qualsivoglia ripugnanza. Egli considerava quindi un Dio crudele e dispotico quello della vecchia Alleanza, mentre interpretava in maniera del tutto originale gli insegnamenti di Gesù, ritenendo che il Dio predicato da quest'ultimo sia un Dio straniero, lo stesso (secondo l'idea di Marcione) a cui si riferiva Paolo parlando con gli ateniesi nell'agorà, il quale, essendo un Dio d'amore e pace, incline alla misericordia e al perdono, dev'essere per forza una divinità diversa da quella d'Israele. Marcione non riusciva a conciliare le personalità di questi due personaggi, arrivando perciò a considerarli divinità opposte: la prima, ingiusta, è il creatore, cui si contrappone il Dio d'Amore predicato da Gesù (il salvatore secondo Marcione), che libera l'uomo dal peccato tramite la nuova Alleanza. Oltre tutto Marcione vedeva in Paolo la salvezza della cristianità, essendo quest'ultimo l'unico apostolo ad aver accantonato la legge mosaica per sottolineare l'universalità del messaggio di Cristo.
I marcioniti sostenevano che il Dio ebraico (conosciuto da alcuni gruppi gnostici come Yaldabaoth) è incoerente, geloso, rabbioso e perpetratore di massacri, e che il mondo materiale creato da lui è difettoso, un luogo pieno di sola sofferenza. Il creatore, per i marcioniti, doveva essere necessariamente un incompetente o un maligno demiurgo.
Fin dall'inizio Marcione è stato aspramente criticato dagli altri vescovi per le sue teorie, al punto da essere scomunicato.
I marcioniti hanno mostrato una notevole capacità di diffusione e di resistenza alle dure repressioni cui sono stati soggetti. Per la Chiesa primitiva Marcione ha rappresentato un gravissimo pericolo, dal momento che, con la sua teologia e interpretazione del Vangelo, rischiava di minare la coesione e le basi stesse della Chiesa. Nulla rimane dei libri dei marcioniti e la loro memoria è stata a lungo offuscata attribuendo loro posizione manichee e comportamenti antisociali.

## Storia della Chiesa marcionita

### Scomunica di Marcione e fondazione

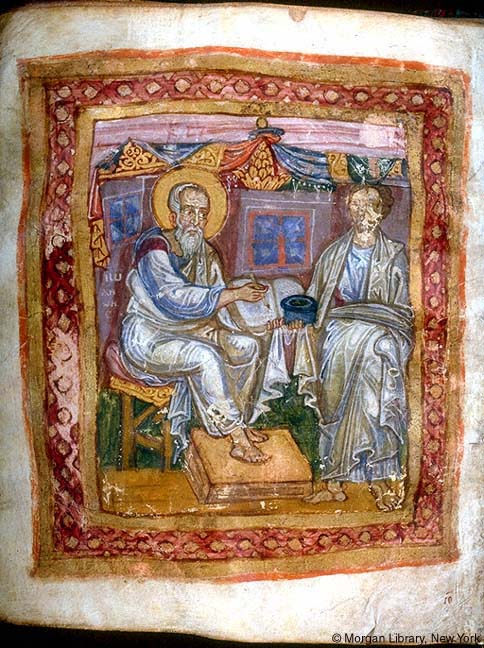
San Giovanni (a sinistra) e Marcione (a destra). Morgan Library & Museum, da un manoscritto dell'XI secolo.

Secondo Tertulliano e altri apologeti del cristianesimo proto-ortodosso, Marcione era un facoltoso armatore di navi e figlio di un vescovo di Sinope. Si sarebbe trasferito a Roma nel 140 circa, pochi anni dopo la fine della rivolta di Bar Kokheba. Tale conflitto e le altre guerre giudaiche, insieme a tutte le conseguenze politiche, sociali e religiose che ne sarebbero derivate, è da considerare come sfondo contestuale per l'origine delle idee di Marcione. Il movimento sarebbe nato ufficialmente nel 144, dopo la scomunica di quest'ultimo, in quanto stava cercando di provocare degli scismi all'interno della Chiesa.
Marcione utilizzò quindi la sua ricchezza, in particolare una somma di denaro che aveva donato alla Chiesa e che aveva richiesto indietro dopo la scomunica, per fondare un'organizzazione ecclesiastica tutta sua. Il marcionismo prosperò fino al V secolo, anche se le idee di Marcione sarebbero sopravvissute in altre sette cristiane e molto più a lungo.

### Le fonti più antiche
Le informazioni più antiche su Marcione e la sua Chiesa provengono da Giustino (Prima Apologia), Ireneo di Lione (Contro le Eresie), Policarpo (Secondo lettera ai Filippesi) ma la maggior parte delle informazioni viene da testi di Tertulliano (Contro Marcione, Contro gli eretici e Sulla carne di Cristo).
Valentino giunge a Roma quando è papa Pio I (140-154c) e ritorna in Africa quando è papa Aniceto (155-166c). Cerdone (138-140c) venne a Roma durante il papato di papa Igino (138-140c) e deriva le sue idee sul Dio Sconosciuto dai seguaci di Simon Mago; Marcione è indicato come successore di Cerdone. (Eusebio IV.11 citando Ireneo)
Nel 154 Policarpo incontra Marcione a Roma (Eusebio IV.14.7) e nella Seconda lettera ai Filippesi riporta la famosa frase poi riferita a Marcione da Eusebio: «(7) Perché chiunque non professi che Gesù Cristo non è vero uomo è un anticristo; e chiunque non professi la testimonianza della croce è un demonio; e chiunque perverte I detti del Signore secondo I propri desideri e dice che non c'è né risurrezione né giudizio, quest'uomo è il primogenito di Satana». 
Nella città di Smirne, circa nel 155 nello stesso periodo del martirio di Policarpo, viene messo al rogo Metrodoro, seguace di Marcione (Eusebio IV.15.46).
Nel 175 circa lo gnostico Bardesane di Edessa scrive un testo contro I marcioniti (Eusebio IV.30)
Citando Apollinare di Hierapolis in Frigia, Eusebio (V16.21) dice che sempre nel 175, regnante Marco Aurelio, i marcioniti lamentano numerosi martiri tra  loro e (V16.22) accenna ad un lavoro perduto di Ippolito contro Marcione.
Da Eusebio di Cesarea abbiano notizia di vari testi perduti scritti contro Marcione nel II secolo;
- Dionigi di Corinto (m. 178), scrive ai cristiani di Nicomedia contro Marcione, al vescovo Filippo di Gortina (Creta) e al vescovo Palamas di Amastris in Paflagonia contro l'eresia (Eusebio IV.23.4-6)
- Teofilo di Antiochia (m.183/185) (Eusebio IV.14.7)
- Filippo di Gortina m.180c, vescovo di Creta e allievo di Dionigi, (Eusebio IV.25), cita anche un lavoro di un, altrimenti sconosciuto, Modesto.

Nella vita di Abercio Marcello (m 167), vescovo di Hierapolis di Frigia, scritta nel iv secolo si testimonia il successo della chiesa di Marcione e delle chiese di Apamea e Antiochia in Siria disturbate dai marcioniti. (Sancti Albrici vita Leipzig ed Nissen). Abercio è anche l'autore dell'iscrizione del Cippo di Abercio.

### Da III al V secolo
Poco prima del 240 Mani, nel sud dell'attuale Iraq, entra in contatto con le lettere su San Paolo e il Vangelo nella forma del Diatessaron di Taziano e probabilmente con seguaci di Marcione da cui deriva ad esempio l'organizzazione della chiesa Manichea.
Durante le persecuzioni di Valeriano (253-260) in Cesarea marittima, vengono condannati “alle bestie” i cattolici Priscus, Malchus e Alexander assieme a una donna marcionita (Eusebio VII.12).
Nel 303 durante le persecuzioni di Diocleziano a Cesarea in Palestina vengono accomunati nel rogo per l'asceta Pietro detto Apselamus cattolico e Asclepius, vescovo marcionita. (Eusebio VIII.10.2 appendice)
Trovata a Lebaba (oggi Deir-Ali vicino a Damasco) un'iscrizione ricorda la costruzione di un edificio marcionita nel 318/9 casa di incontri dei marcioniti, nel villaggio di lebaba, del signore e salvatore Gesù il buono – eretto per la visione di Paolo il presbitero nell'anno 630 dell'era seleucide "Philippe Le Bas e William Henry Waddington, Greek Inscriptions grecques et latines recueillies en Grèce et en Asie Mineure (1870), volume 3, inscription 2558).
Costantino I dopo il 329 vietò ai marcioniti assieme a novaziani, valentiniani e pauliciani o catafrigi ogni forma culto pubblica o privata. Di conseguenza vengono sequestrati i luoghi di culto dei perseguitati e consegnati alla chiesa. Vengono altresì sequestrati i libri proibiti e molti vengono convertiti. (Eusebio(m 340), "Vita", III, 64-66)
Cirillo di Gerusalemme (313-387) in Catechesis 6 sull'unità di Dio invita le comunità di Siria e Palestina a non cadere nell'errore marcionita. (Cyrilli Hierosolymitan archiepiscopi opera quae supersunt omnia, Reischl un Rupp ed.,Monaco 1860 o Cyril of Jerusalem: bishop and city di Jan Willem Drijvers 2004 Leiden NL consultazione parziale).
L'assiro Aphraat nella regione di Adiabene (270-345) testimonia, dopo il 337, la diffusione dei marcioniti in Mesopotamia e la loro condanna da parte del Catholocos Simeone bar Sabba'e martirizzato sotto Sapore I nel 339 (Narratio de beato Simeone bar Sabba'e in Patrologia Siriaca Forget, Jacques, 1852-1933) online
Epifanio di Salamina nel 374 testimonia che essi erano presenti non solo a Roma e in Italia, ma in Egitto, Palestina, Arabia, Siria, Cipro e la Tebaide (Egitto) ed anche in Persia.
Agostino di Ippona (415 circa) nella Ritrattazione 58 parla di un predicatore che leggeva a Cartagine in pubblico, con notevole successo, un testo anonimo che egli riconosce come marcionita e che confuta in Contra adversarium legis et prophetarum.
Teodoreto, vescovo di Cirro nella provincia dell'Eufrate dal 423 al 458, invece, nella sua lettera a Domno, patriarca di Antiochia, riferiva con orgoglio di aver convertito mille marcioniti sparsi nella sua diocesi. Altri cenni in Compendium haererticarium fabularum e nelle epistole N81 al console Nomus e N113 a Papa Leone.
Nel 447 nel sinodo di Sahapivan la chiesa autocefala armena condanna una dottrina identificabile con quella marcionita; poco prima, forse 441, Yeznik di Koghb aveva scritto la più tarda, ma un vero manuale pratico, confutazione di Marcione.
Il Carmen adversus Macionitas lavoro in versi non più attribuito a Tertulliano, probabilmente del V secolo e scritto in latino in Occidente, contesta a Marcione la contrapposizione dei testamenti, il docetismo e la mutilazione del Nuovo testamento (online).

### Dopo il V secolo
Aba I, futuro patriarca a Seleucia/Ctesifonte della Chiesa d'Oriente (540-552), quando era ancora un funzionario zoroastriano incontrando lungo il Tigri un sant'uomo cristiano (probabilmente nestoriano) lo chiama marcionita come era normale nella zona (Vita di mar aba, ed Bedjan).
Nel 655 Costantino di Manamali, fondatore del pauliciani, incontra a Samosata un religioso siriano marcionita che gli spiega una nuova lettura del vangelo, forse il Diatesseron.
Dal 701 al 716 brutali lotte tra bizantini e arabi. I marcioniti trovano supporto nell'emiro arabo Wahid, mentre la Chiesa apostolica armena, nel sinodo di Dvin (719), con il "catholicos" Giovanni di Odzun ripete la loro condanna.
Attorno all'833 Smbat di Zarahawan fonda la comunità dei tondrachiani. Smbat sarebbe stato iniziato da un medico persiano di nome Mdjusik marcionita o ormai pauliciano.

## Marcioniti e manichei
Agostino di Ippona (380) cita ripetutamente Marcione assieme a Mani (Gli atti di Pelagio 5.15, La perfezione della giustizia dell'uomo 6.14, Sulle eresie 22, Ritrattazione 58, Opera incompiuta contro Giuliano I.59, III.53,V.26) contestando ad entrambe il rifiuto del Vecchio Testamento e la natura maligna della natura.
Nelle opere scritte contro i manichei (vedi ad es. Contro la lettera di Mani detta del Fondamento che inizia con "Mani apostolo di Gesù Cristo per la provvidenza di Dio Padre….") Agostino considera il manicheismo come una sorta di eresia cristiana anche se dimostra di conoscere testi e cerimonie che sono solo dei manichei.
Nell'introduzione del testo The Medieval Manichee Runciman spiega come fosse divenuto usuale nel medioevo chiamare manicheo chi sosteneva posizioni dualiste senza che ciò implichi alcuna connessione o rinascita del manicheismo religione sincretica certamente non cristiana.
Addirittura sembra più corretto (vedi Gnoli) sostenere una possibile influenza di marcioniti su Mani in particolare per quanto riguarda l'etica, l'importanza delle scritture e l'organizzazione della chiesa.

## Marcioniti, pauliciani e tondrachiani
I pauliciani ed i loro corrispondenti armeni, i tondrachiani, siano sempre stati designati dai loro avversari come manichei, ma erano una setta cristiana, fortemente influenzata dalla predicazione di Paolo e per quanto possiamo comprendere da Pietro Siculo e dagli scrittori armeni con una interpretazione simile a quella di Marcione.
Pietro Siculo, che visse fra i pauliciani (868-869) di Tephrike (oggi Divriği in Turchia) dice che, il loro fondatore Costantino l'armeno, ricevendo il Vangelo di Marcione e l'Apostolicon da un diacono in Siria, lo diede ai suoi seguaci, che lo adottarono come loro Bibbia e che ripudiano tutte le scritture di Mani.
La confutazione del marcionismo dell'arciprete armeno Yeznik di Koghb del V secolo dimostra che i marcioniti in quel periodo erano ancora numerosi. 
In ogni caso, essi furono i precursori del dualismo medievale che comprende inoltre bogomili in Bulgaria e nell'Impero Bizantino e patari, catari o albigesi nell'Europa occidentale.

### Fonti primarie
- Giustino, Apologia prima, (IT, EN)  online
- Ireneo di Lione, Adversus haereses, (LT)  online
- Quinto Settimio Fiorente Tertulliano, Adversus Marcionem, (LT)  online
- Pseudo-Tertulliano (Commodiano), Istruzioni di Commodiano, (EN)  online
- Pseudo-Tertulliano (Vittorino Afro), (LT)   Ad Justinum Manicheaum contro duo principia manicheorum, online
- Adamantio, Dialoghi, (LT)  consultazione parziale
- Ippolito di Roma, Confutazione di tutte le eresie, (LT)  online
- Epifanio di Salamina, Panarion adversus omnes haereres, (LT)  online
- Efrem il Siriano, Saint Ephraim's Prose Refutations of Mani, Marcion, and Bardaisan, ed. and trans. C. W. Mitchell (London, Text and Translation Society, (EN)  online
- Yeznik di Koghb Refutation of the sects, Trad. e Ed. Thomas Samuelian (1986) dalla traduzione in Armeno moderno di R.W. Thompson in (EN)  Tertullian.org
- Eusebio di Cesarea, Storia della Chiesa (EN)  Online
- Eusebio di Cesarea, Vita di Costantino (EN)  Online

### Fonti secondarie
- (EN)  John Arendzen. Marcionites The Catholic Encyclopedia. Vol. 9. New York: Robert Appleton Company, 1910. online.
- (DE)  Adolf von Harnack, Marcion: Das Evangelium vom fremden Gott. Eine Monographie zur Geschichte der Grundlegung der katholischen Kirche (TU 45), Leipzig 1921, 1924, ristampa Darmstadt 1960 e 1985. Traduzione italiana: Marcione. Il Vangelo del Dio straniero, a cura di F. Dal Bo, Marietti, 2007, ISBN 88-211-9443-4
- (FR)  M.J. Lagrange, Saint Paul ou Marcion, Revue Biblique 41 (1940) pp. 5–30
- (EN)  J. Knox, Marcion and the New Testament: An Essay on the Early History of the Canon, Chicago 1942
- (EN)  E.C. Blackmann, Marcion and his Influence, Londra 1948
- (DE)  H. Langerbeck, Zur Auseinandersetzung von Theologie und Gemeindeglauben in der r?mischen Gemeinde in den Jahren 135-165, in Id., Aufsätze zur Gnosis, Goettingen 1967, pp. 167–179;
- (FR)  U. Bianchi, Marcion: Theologien biblique ou docteur gnostique?, Vigiliae Christianae, XXI (1970) pp. 41–49
- G. Ory, Marcion, Parigi 1980
- (EN)  R.J. Hoffmann, Marcion: On the Restitution of Christianity. An essay on the development of radical Paulinist theology in the second century, Chico, California 1984
- (EN)  S.N.C. Lieu, Manichaeism in the later Roman Empire and Medieval China, Manchester 1985 Consultazione parziale
- E. Norelli, La funzione di Paolo nel pensiero di Marcione Rivista Biblica Italiana, 34 (1986) pp. 543–597
- Bart Ehrman, I Cristianesimi perduti, Carocci editore, 2003
- G. Gnoli (a cura di), Il Manicheismo - Vol.1 Mani e il manicheismo Fondazione L. Valla, Mondadori 2003, ISBN 88-04-50406-4
- (EN)  J. Tyson, Marcion and Luke-Acts: A Defining Struggle, University of South Carolina Press, 2006, ISBN 978-1-57003-650-7. consultazione parziale
- (EN)  S. Moll, The arch-heretic Marcion Mohr Siebek Tubingen, 2010 consultazione parziale
- (EN)  Steven Runciman, The medieval manichee - a study of the christian dualist eresy, Cambridge 2010, ISBN 0521289262 Consultazione parziale